# Богашёво (станция)
Богашёво — железнодорожная станция и пассажирская платформа Томской ветви Западно-Сибирской железной дороги. Находится на территории Томского района Томской области, в селе Богашёво.

## История
Станция построена в 1898 году как разъезд «59-я верста». 9 декабря 1916 года было принято решение наименовать разъезд «Богашево» в честь Степана Богашова (6.04.1868 — 7.04.1918) (в последнем слоге — о), бывшего начальником Томской железной дороги в 1913—1916 годах. В 1960-х годах название распространилось и на село Федосеево, находившееся неподалёку.

## Вокзал
Богашов имел в Федосееве деревянную дачу, которая была построена в 1895 по проекту архитектора Константина Лыгина. Позже дача стала использоваться как вокзал станции Богашёво. Наиболее заметным элементом в оформлении дачи был купол, сделанный в виде кедровой шишки, символизирующей окружающий кедрач.
В ноябре 2002 по неизвестным причинам вокзал исчез. В народе существует две версии происшедшего. Согласно первой, вокзал сожгли с целью снятия его с баланса Кемеровского отделения ЗСЖД. По другой версии, его разобрали и вывезли в Кемеровскую область на дачу к одному из руководителей отделения дороги.